# Gwynn
Gwynn – jednostka osadnicza w Stanach Zjednoczonych, w stanie Wirginia, w hrabstwie Mathews.